# Bertil Wistam
Bertil Wistam, född 28 juni 1940, är en svensk tidigare friidrottare, som tävlade för SoIK Hellas. 
Bertil Wistam vann NM-guld på 400 m häck 1965 och sprang semifinal i EM i Budapest 1966. Wistam vann fem SM på 4x400 m 1963–1966 och 1972. Hans personliga rekord är 48,2 på 400 m, 51,1 på 400 m häck samt 1.53.2 på 800 m. Bertil Wistam gjorde 25 landskamper och var under lång tid engagerad som ledare och tränare på klubb- och riksnivå.